# Martín de Aldehuela

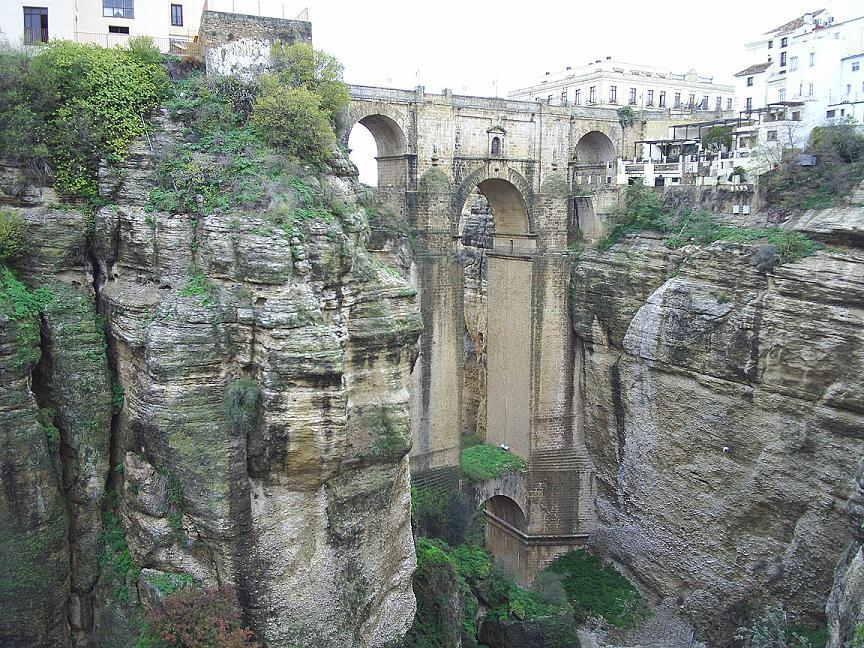
Puente Nuevo de Ronda, obra de Martín de Aldehuela.

José Martín de Aldehuela (Manzanera (Teruel), 5 de noviembre de 1729 – † Málaga, 7 de septiembre de 1802) fue un arquitecto español.

## Biografía
Martín de Aldehuela fue discípulo de José Corbinos y, más tarde, de Francisco de Moyos
Reclamado por Molina Lario, también turolense y obispo de Málaga, para realizar los trabajos de construcción de las cajas arquitectónicas de los órganos de la catedral, Martín de Aldehuela llega a la ciudad andaluza en 1778 procedente de Cuenca donde había trabajado en su catedral.  Anteriormente  había construido la parroquia de Orihuela del Tremedal, cuya primera piedra f se colocó el 25 de julio de 1770. 
Nombrado posteriormente director de las obras del templo, a él se debe el cerramiento del mismo. Ostentará asimismo los cargos de maestro mayor de obras menores del obispado y director de obras del Acueducto de San Telmo que abastecerá a la ciudad y que constituye una de las principales obras civiles de todo el siglo XVIII que se llevaron a cabo en Málaga. También realizó edificios como la Casa Barroca de las Atarazanas o la Casa del Consulado.
En la provincia malagueña finalizó, en 1793, las obras del Puente Nuevo de Ronda, que habían comenzado en 1759 y que se convirtió en su obra más representativa y conocida. En esta misma ciudad se le atribuye la terminación de la plaza de toros, aunque no existe documentación que respalde su participación en la construcción de la misma. También finalizó las obras de la Colegiata de Antequera.
Martín de Aldehuela falleció, de muerte natural, en Málaga el año de 1802, aunque existe una leyenda que cuenta que el arquitecto murió al arrojarse al Tajo de Ronda desde su obra más emblemática, el Puente Nuevo, para evitar así construir un puente que lo superara en belleza.
Fue enterrado en la antigua iglesia del convento de San Pedro de Alcántara en la capital malagueña. Cuando dicho convento fue demolido no se recuperaron sus restos, que permanecen en el subsuelo de la plaza homónima. Hoy en día existe una placa que recuerda el lugar de su sepultura.